# Oscar Passet
Oscar Fernando Passet (* 12. Oktober 1965 in Santa Fe) ist ein ehemaliger argentinischer Fußballspieler. Der Torwart war argentinischer Nationalspieler.
Er begann seine Karriere bei Unión de Santa Fe. 1988 wechselte er zu River Plate, mit denen er 1990 Argentinischer Meister wurde und an der Copa Libertadores 1991 teilnahm. 1992 ging er zu San Lorenzo. Mit dem Klub gewann er die Clausura 1995. Bei der Copa Libertadores 1996 erreichte San Lorenzo das Viertelfinale, wo man gegen Passets alten Verein und späteren Turniersieger River Plate ausschied. Im November 1996 wurde er positiv auf Amphetamine getestet und wegen Dopings für 45 Spiele gesperrt. 1999 ging er wieder zu seinem alten Klub Unión de Santa Fe und 2000 zu Independiente. 2002/03 war er bei den Newell’s Old Boys und beendete dann seine Laufbahn.
Passet wurde 1995/96 zweimal in die argentinische Nationalmannschaft berufen.